# 다니엘 아르비드

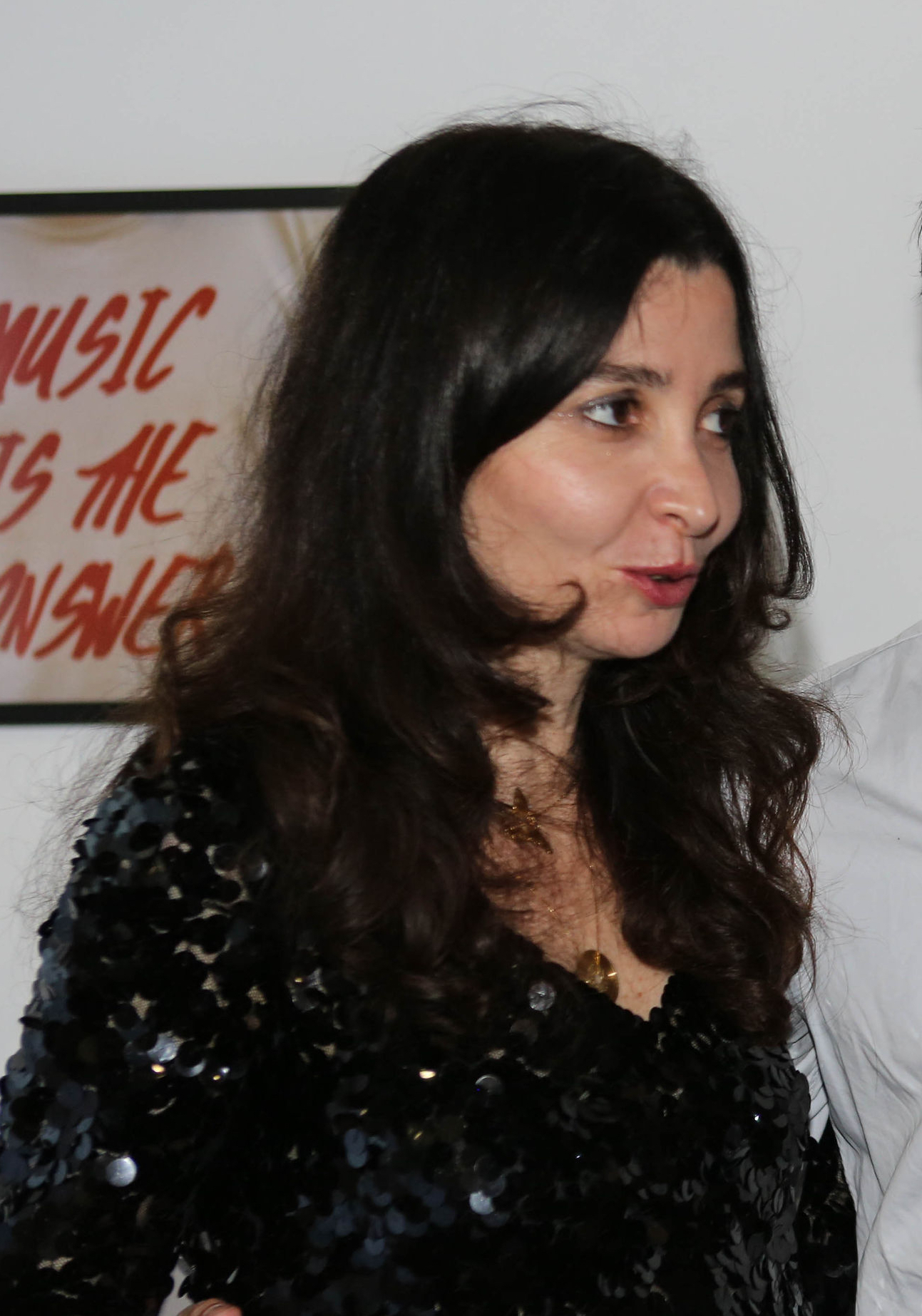

다니엘 아르비드(Danielle Arbid, 1970년 4월 26일 ~ )는 레바논의 영화 감독, 각본가, 배우이다.
베이루트에서 태어났다.

## 영화
- 파리지엔 (2015년)
- 10일간의 원나잇 스탠드 (2011년)
- 로스트 맨 (2007년)
- 전장의 한가운데 (2004년)
- 고독한 전쟁 (2000년)
- 라뎀 (1998년)